# Shut Up! (canción de Simple Plan)
«Shut Up!» es el segundo sencillo del álbum Still Not Getting Any... de la banda canadiense de pop punk Simple Plan.

## Vídeo musical
El vídeo musical fue dirigido por Eric White y los integrantes de la banda. En este, la banda entra erróneamente a un restaurante lujoso y ordenado a interpretar la canción. Conforme avanza, empiezan a hacer desorden y a molestar a algunos clientes, mientras otros disfrutan la canción. Sin embargo, casi al final de la canción, un guardia de seguridad les hace saber que están en el lugar equivocado. Así, mediante una toma rápida, se cambia de escenografía a un escenario propio para en dónde continuando tocando hasta el final de la canción.

## Listado de canciones
1. "Shut Up!"
2. "Welcome to My Life" (Acústica)
3. "I'd Do Anything" (En vivo)

## Posicionamientos
En Latinoamérica el video logró ocupar varias semanas en el puesto # 1 del conteo Los 10+ pedidos. En Estados Unidos alcanzó sólo el puesto #99 del Billboard, mientras que en otros países como Canadá y España logró caer dentro de los puestos #12 y 14 respectivamente.
| Lista(2004)               | Posición |
| ------------------------- | -------- |
| Australian Singles Chart  | 14       |
| Austrian Singles Chart    | 59       |
| New Zealand Singles Chart | 11       |